# Laich (Finning)
Laich ist ein Ortsteil der Gemeinde Finning im oberbayerischen Landkreis Landsberg am Lech.

## Geografie
Der Weiler Laich liegt direkt südlich angrenzend an Entraching auf einem Moränenzug.

## Geschichte
Der Weiler wird erstmals 1534 als Vor dem Laich genannt. Laich bezeichnet hierbei einen lichten Baumbestand.
Laich gehörte bis zur Gebietsreform zur ehemals selbstständigen Gemeinde Entraching und wurde gemeinsam mit dieser am 1. Oktober 1971 nach Finning eingemeindet.